# オウレンセ
オウレンセ（ガリシア語: Ourense）は、スペイン・ガリシア州オウレンセ県のムニシピオ（基礎自治体）。オウレンセ県の県都である。ビーゴ、ア・コルーニャに次いで、ガリシア州3番目の人口規模を有する。ガリシア統計局によれば、2012年の人口は107,597人（2011年：108,002人、2010年：108,673人、2009年：107,742人、2007年：113,186人、2004年:108,600人）でコマルカ・デ・オウレンセの中心自治体。カスティーリャ語表記はOrense（オレンセ）。
ガリシア語話者の自治体住民に占める割合は34.03%（2011年）。
市内をミーニョ川、バルバーニャ川、ローニャ川が流れている。また、温泉（60-68 ℃）が湧き出していることでも有名で、A cidade das Burgas（ブルガスの街）として知られている。市中心部には修復中の旧市街があり、オウレンセ大聖堂（12世紀、天国の門と呼ばれる入口がある）、ローマ橋、サン・フランシスコ修道院、三位一体教会、サント・ドミンゴ教会などの歴史的建造物がある。
ブルガスの温泉はチャバスケイラ、オ・ティンテイロ、ムイーニョ・ダ・ベイガ、オウタリスなどで、温泉を楽しむことができる。オウレンセ近郊ではアルノイア、ムイーニョ・ダ・ベイガ、ライアス（センジェの教区）、オ・カルバジーニョなどに、温泉施設がある。

## 地理
オウレンセはオウレンセ県の北西部に位置し、コマルカ・デ・オウレンセに属する。北がアモエイロとコーレス、東がオ・ペレイロ・デ・アギアール、南がサン・シブラーオ・ダス・ビーニャスとバルバダスとトエン、西がプンシンの各自治体と隣接する。

### 気候
オウレンセの気候状況はかなり特徴的で、内陸性気候の強い影響を受けた海洋性気候といえる。ミーニョ川の谷になっている市の地理的条件は、夏の暑さは厳しく、最高気温が35度を超えることも少なくなく、また、冬季は0度を下回ることはあまりないが、非常に厳しいといえる。過去の最高気温は1990年7月に42.6度、最低気温は2001年12月25日に零下8.6度が記録されている。

### 人口
| オウレンセの人口推移 1900－2010                         |
|                                                         |
| 出典:INE（スペイン国立統計局）1900年 - 1991年、1996年 - |

## 歴史
この都市の歴史はローマ時代まで遡ることが出来、当時"Burgas"と呼ばれる温泉があった。

## 政治
オウレンセはオウレンセ県の県都であり、同名のコマルカの中心自治体であり、地方裁判所管轄区の中心自治体でもある。また、県レベルの裁判所の本部、オウレンセ県議会、またガリシア州政府（Xunta）の出先機関、また国家警察やその他のさまざまな中央政府の行政機構の出先機関が置かれている。
2007年の自治体選挙の結果、ガリシア社会主義者党（PSdeG-PSOE）とガリシア民族主義ブロック（BNG）の連立政権が誕生、2011年の自治体選挙後もその連立政権は維持されている。自治体首長はガリシア社会党のアグスティン・フェルナンデス・ガジェーゴ（Agustín Fernández Gallego）で、自治体評議員はガリシア国民党（PPdeG）：11、ガリシア社会党：11、ガリシア民族主義ブロック：3、DO（Democracia Ourensana、オウレンセの民主主義、ローカル政党）：2となっている2011年5月22日の自治体選挙結果、得票順）。
| 1999年6月13日自治体選挙 |        |        |          |
| 政党                    | 得票数 | 得票率 | 獲得議席 |
| PPdeG                   | 26,786 | 47.58% | 14       |
| BNG                     | 12,519 | 22.24% | 7        |
| PSdeG-PSOE              | 11,180 | 19.86% | 6        |
| UO                      | 1,987  | 3.53%  | 0        |
| EDEG-OV                 | 878    | 1.56%  | 0        |
| CG                      | 791    | 1.41%  | 0        |
| EU-IU                   | 671    | 1.19%  | 0        |
| DG                      | 289    | 0.51%  | 0        |
| PH                      | 70     | 0.12%  | 0        |

| 2003年5月25日自治体選挙 |        |        |          |
| 政党                    | 得票数 | 得票率 | 獲得議席 |
| PPdeG                   | 28,841 | 46.48% | 14       |
| BNG                     | 15,165 | 24.44% | 7        |
| PSdeG-PSOE              | 12,187 | 19.64% | 6        |
| SPG-SPO                 | 2,938  | 4.74%  | 0        |
| EU-IU                   | 836    | 1.35%  | 0        |
| CG                      | 313    | 0.50%  | 0        |
| DO                      | 284    | 0.46%  | 0        |
| ODEP                    | 131    | 0.21%  | 0        |
| PH                      | 125    | 0.20%  | 0        |

| 2007年5月27日自治体選挙 |        |        |          |
| 政党                    | 得票数 | 得票率 | 獲得議席 |
| PPdeG                   | 26,160 | 42.25% | 13       |
| PSdeG-PSOE              | 16,428 | 26.53% | 8        |
| BNG                     | 12,253 | 19.79% | 6        |
| PG                      | 1,905  | 3.08%  | 6        |
| DO                      | 1,757  | 2.84%  | 0        |
| TEGA                    | 1,730  | 2.79%  | 0        |
| EU-IU                   | 528    | 0.85%  | 0        |
| PH                      | 65     | 0.10%  | 0        |
| CDS                     | 60     | 0.10%  | 0        |

| 2011年5月22日自治体選挙 |        |        |          |
| 政党                    | 得票数 | 得票率 | 獲得議席 |
| PPdeG                   | 21,564 | 37.84% | 11       |
| PSdeG-PSOE              | 20,896 | 36.67% | 11       |
| BNG                     | 6,146  | 10.79% | 3        |
| DO                      | 4,529  | 7.95%  | 2        |
| EU                      | 1,080  | 1.90%  | 0        |
| PUM+J                   | 543    | 0.95%  | 0        |
| UPyD                    | 292    | 0.51%  | 0        |
| IPOU                    | 260    | 0.46%  | 0        |
| TEGA                    | 196    | 0.34%  | 0        |

### 司法行政
オウレンセはオウレンセ県第1司法管轄区であるオウレンセ司法管轄区に属し、同管轄区の中心自治体である。

## 交通

### 道路
オウレンセへの主要なアクセス路は高速道路A-52号線で、ビーゴから始まり、オ・ポリーニョ、リバダビアを経て、オウレンセ、次いで、ベリン方面へ南下、プエブラ・デ・サナブリア、ベナベンテを経て、マドリードへと至る高速道路A-6へ接続している。その他のアクセス路はAP-53号線（AP-53号線内のAG-53号線と呼ばれる区間）で、サンティアゴ・デ・コンポステーラ に始まり、ラリンを経て、A-52号線に合流する。他には、ブルゴス、レオン、ポンフェラーダ、モンフォルテ・デ・レモスを通って、ログローニョとビーゴをつなぐ国道120号線（N-120）で、将来高速道路A-76号線となる予定である。また、サンティアゴからベリンへと向かう国道525号線（N-525）、オウレンセとルーゴを結ぶ国道540号線は市の北10kmの地点でN-525号線に接続し、将来高速道路A-56号線となる計画である。また、市内には、A-52号線とコウト地区、市中心部、N-525号線をつなぎ、渋滞なしで市内へのアクセスを可能にするための自動車道オウレンセ11号線（OU-11）がある。

### 鉄道
鉄道路線の中心はオウレンセ・エンパルメ駅で、ほかには、市内にはプエブラ・デ・セナブリアへの地方列車が停車する第2の駅オウレンセ・サン・フランシスコ駅と、市郊外のアラバルド教区に位置する、第3の駅で地方列車停車駅のサンタ・クルス・デ・アラバルド駅がある。
オウレンセ・エンパルメ駅は市にとって、と同時にガリシアで最も重要な駅であり、サンティアゴとマドリード、モンフォルテとビーゴを結び、現在ガリシア州で最も重要な分岐点となっている。中距離列車でガリシア州内の主要都市と、そしてマドリード、バルセロナ、ビルバオ、フランスのアンダイエなどとも結ばれている。

## スポーツ
- CDオウレンセ

## 教育
市内にはビーゴ大学のオウレンセ・キャンパスがある。

## 教区
オウレンセは21の教区に分けられる。
- アラバルド（サンタ・クルス）
- ベイロ（サンタ・バイア）
- カベサ・デ・バカ（サン・ビエイト）
- カネード（サン・ミゲル）
- オ・カストロ・デ・ベイロ（サント・アンドレ）
- セボリーニョ（ボ・シェスス）
- クデイロ（サン・ペドロ）
- モンテアレグレ（ア・ミラグローサ）
- オウレンセ
- パルメス（サン・マメーデ）
- ライロ（サンタ・ルシーア）
- レサ（サンタ・マリーア）
- サンタ・マリーニャ・ド・モンテ（サンタ・マリーニャ）
- サンティアゴ・ダス・カルダス（サンティアーゴ）
- セイシャルボ（サン・ブレイショ）
- トラス・ド・オスピタル（ア・アスンション）
- トラサルバ（サン・ペドロ）
- ウンテス（サント・エステーボ）
- ベージェ（サンタ・マルタ）
- ビラール・デ・アストレス（プリシマ・コンセプション）
- ビスタ・フェルモーサ（サン・ショセ）

## ギャラリー

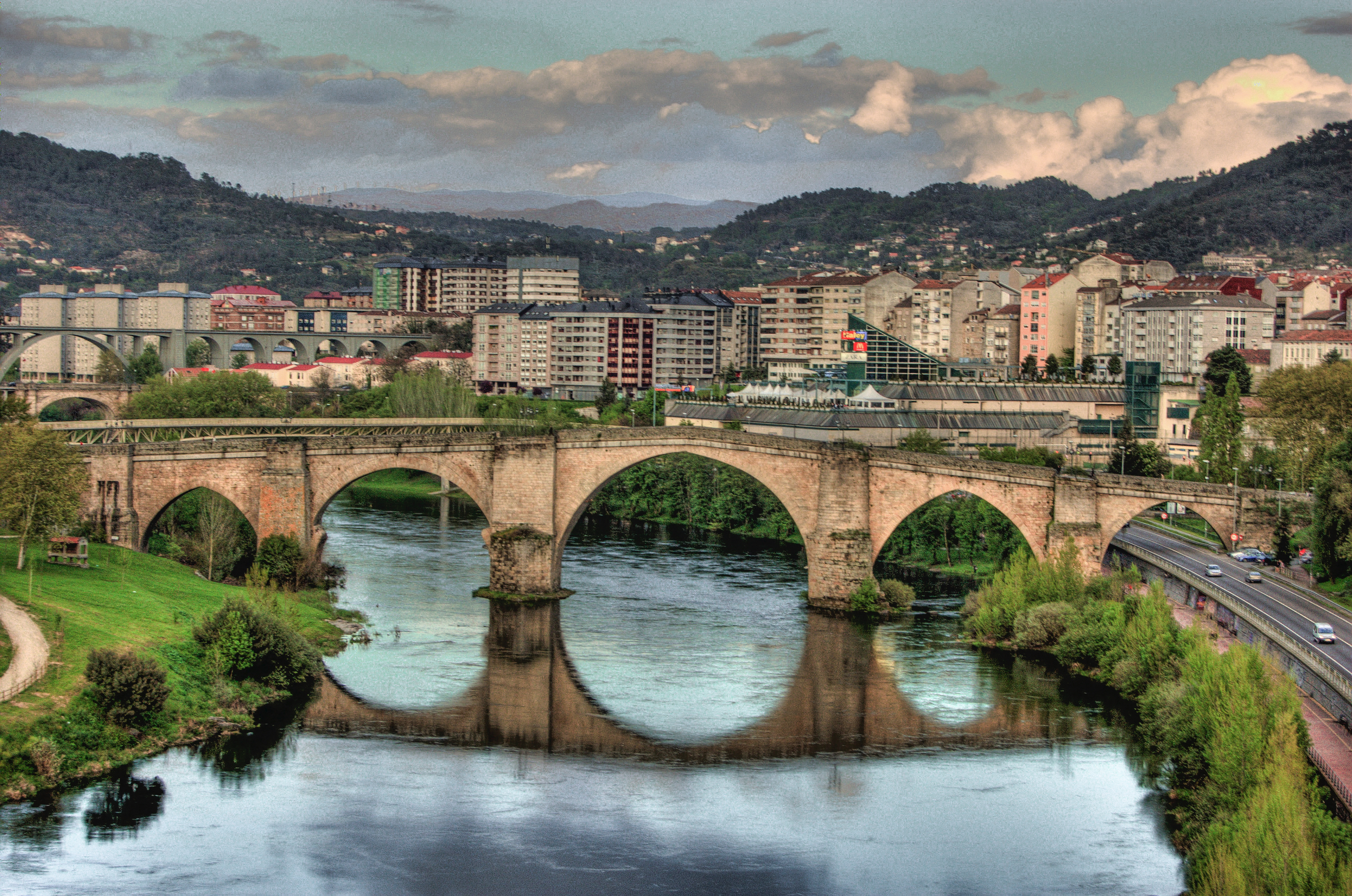
ミーニョ川にかかるローマ橋
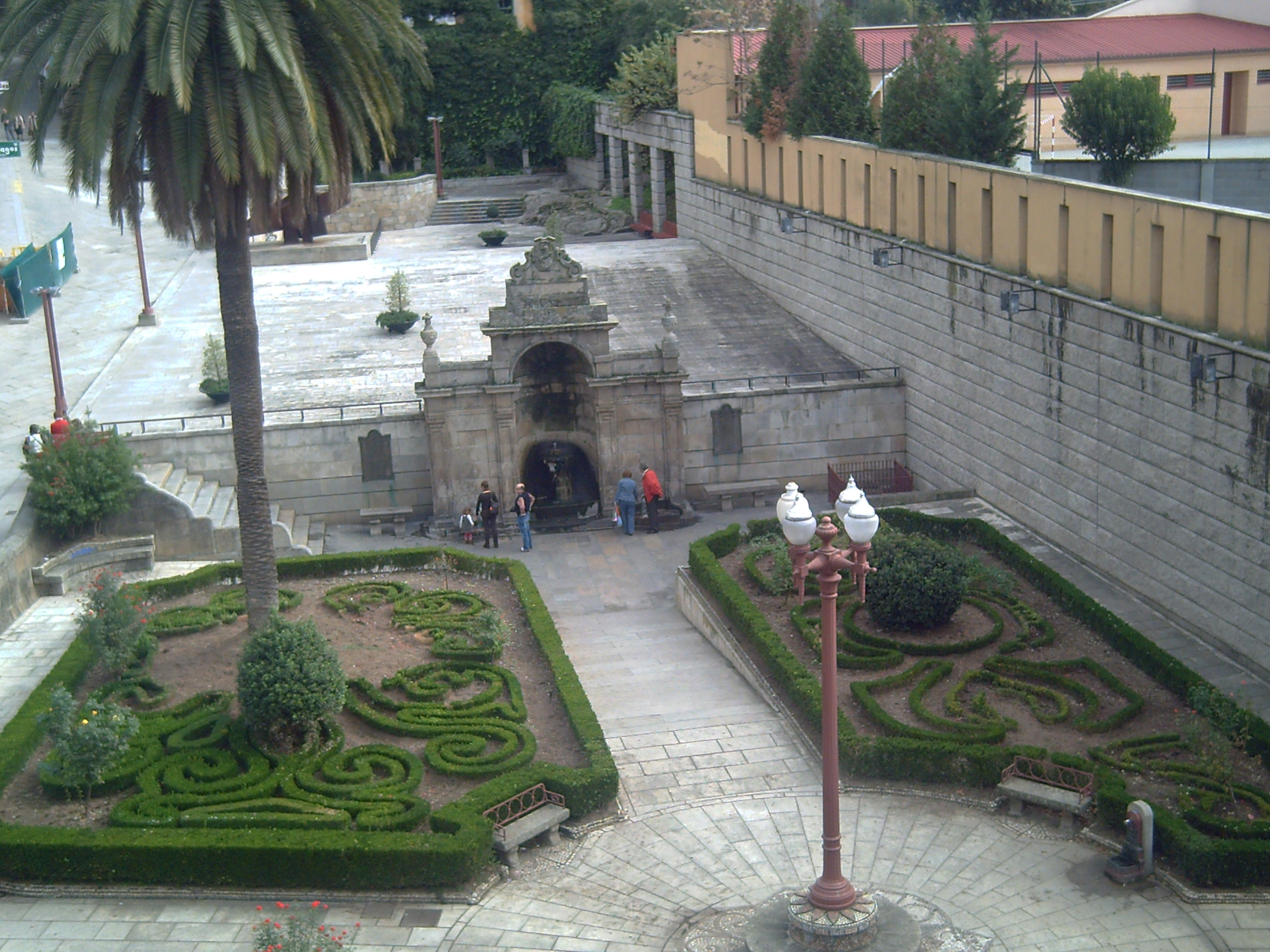
ブルガス
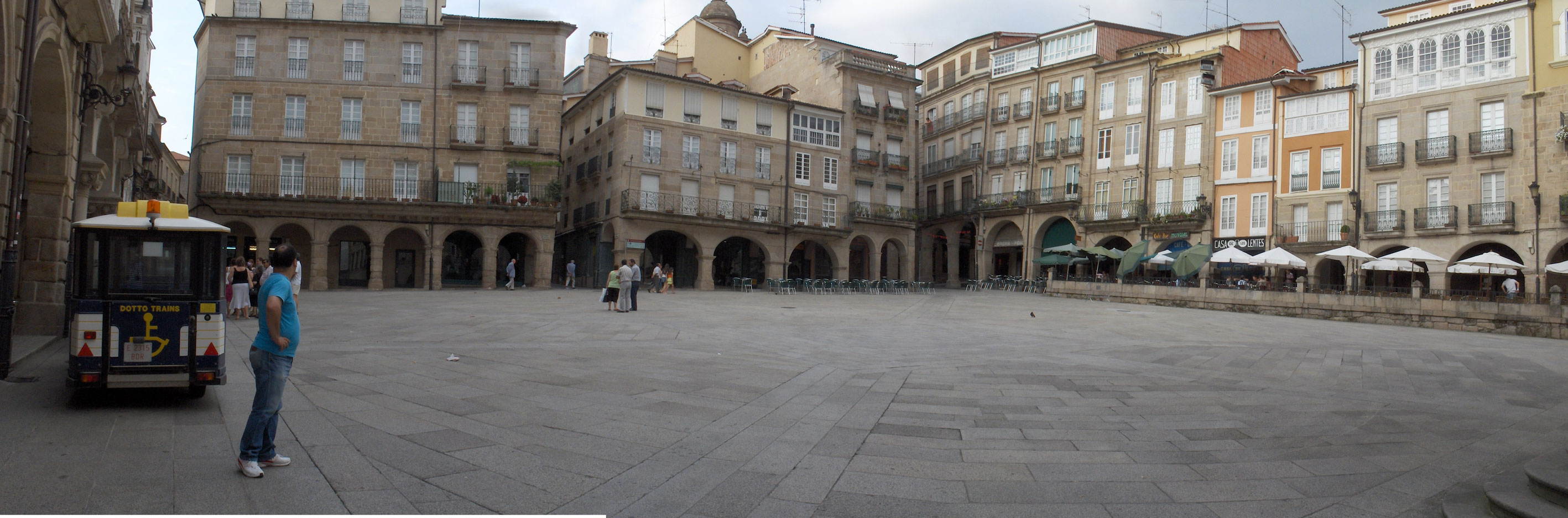
旧市街のプラサ・マイヨール
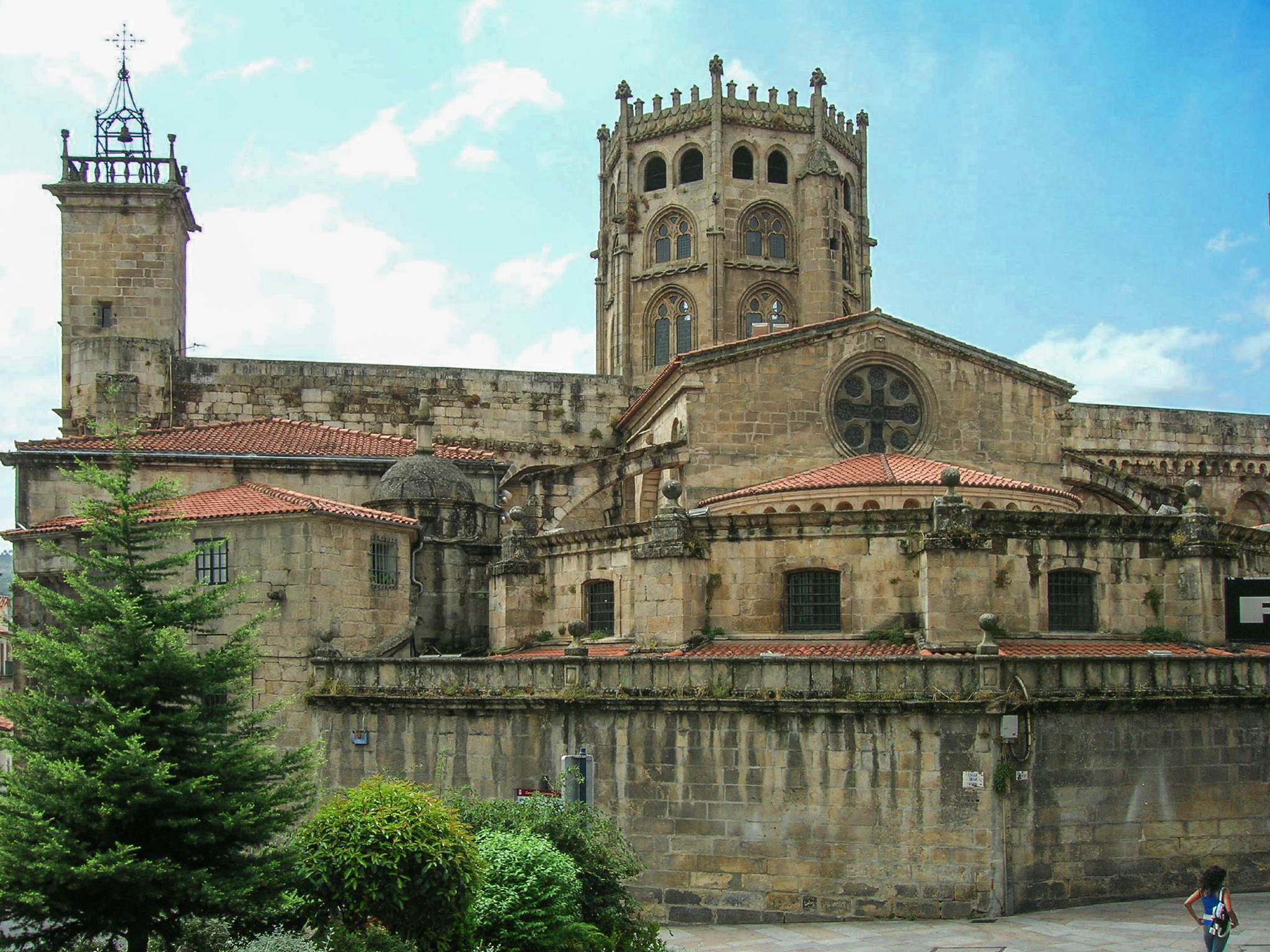
カテドラル

## 姉妹都市
- カンペール、フランス
- マラカイボ、ベネズエラ
- トラルネパントラ・デ・バズ、メキシコ
- ヴィラ・レアル、ポルトガル

## 出身著名人
- ビセンテ・リスコ（1884 - 1963）- 作家、政治家。
- ラモン・オテーロ・ペドラーヨ（1888 - 1976）- 作家、政治家。
- アレシャンドレ・ボベダ（1903 - 1936）- 政治家、ガリシア主義者。
- フリオ・イグレシアス・プーガ - 歌手フリオ・イグレシアスの父で医者。
- ショセ・ルイス・メンデス・フェリン（1938 - ）- 作家、レアル・アカデミア・ガレーガの会長。
- ミゲル・アンヘル・ゴンサレス（1947 - ）- 元サッカー選手。
- エレーナ・サルガード・メンデス（Elena Salgado Méndez、1949 - ）- 政治家、サパテーロ政権の第二副首相兼財務大臣（2009 - ）、地域公共行政大臣（2007 - 2009）、健康社会政策大臣（2004 - 2007）。
- エレーナ・エスピノーサ（1960 - ）- 政治家、サパテーロ政権の前農水大臣、現環境大臣。
- アルベルト・ヌーニェス・フェイホー（1961 - ）- 政治家、現国民党党首、ガリシア州首相。